# Traanbuis
De traanbuis of ductus nasilacrimalis is het lichaamsonderdeel dat zorgt voor de afvoer van het door de traanklier te veel geproduceerde traanvocht. De overmaat aan vloeistof wordt afgevoerd door de traanpunten op het onderste ooglid en komt via de traankanaaltjes terecht in de traanzak en wordt vandaar door de traanbuis verder afgevoerd naar het neusslijmvlies.
De traanbuis kan ook verstopt raken, waarna na röntgenonderzoek de traanbuis weer moet worden opgerekt voor een goede doorvoer van het traanvocht.